# Yosuke Yuzawa
Yosuke Yuzawa (湯澤 洋介 Yuzawa Yosuke?), född 16 oktober 1990 i Tochigi prefektur, är en japansk fotbollsspelare.
Yuzawa började sin karriär 2013 i Tochigi SC. Efter Tochigi SC spelade han för Mito HollyHock, Kyoto Sanga FC och Sagan Tosu.